# NGC 1470
NGC 1470 ist eine Spiralgalaxie vom Hubble-Typ Sab im Sternbild Eridanus am Südsternhimmel. Sie ist schätzungsweise 293 Millionen Lichtjahre von der Milchstraße entfernt und hat einen Durchmesser von etwa 115.000 Lichtjahren.
Im selben Himmelsareal befinden sich u. a. die Galaxien NGC 1467, NGC 1472, NGC 1477, NGC 1478.
Das Objekt wurde im Jahr 1886 von Frank Muller entdeckt.